# 応急修理
応急修理（おうきゅうしゅうり）とは、電子機器、その他機械類などの修理において、破損した場合、その場で破損がそれ以上酷くならない様にする、その場しのぎ的なメンテナンスの形態のひとつ。船などを例に挙げると、船尾に穴が開いた場合、その区画の穴に鉄板を打ち込み、さらに木やその他浮かびやすい物で取り敢えずふさがれたりする。